# Nueva Colombia (Paraguay)
Nueva Colombia es un distrito paraguayo del Departamento de Cordillera. Se llega a esta ciudad desde el distrito de Emboscada por la Ruta PY03. Es un distrito pequeño y apacible, una localidad enclavada en medio de un verde y fértil valle. Es también famosa por sus canteras, de donde se extraen la piedra loza, de mucho valor para las construcciones de edificios.
Su apacible paisaje rural, pleno de paz y hospitalidad, con viviendas antiguas y pintorescas, constituyen el principal atractivo de esta localidad, regada por pequeños arroyos. Desde Nueva Colombia la ruta asfaltada que inicia en el km 39 de la Ruta PY03, la comunica con la localidad de Loma Grande, saliendo por Altos, hasta la ciudad de San Bernardino.

## Geografía
El distrito de Nueva Colombia, anteriormente conocido como Karaja Timán, se encuentra situado hacia el extremo oeste del tercer Departamento de Cordillera, con una extensión de 81 km². La comunidad de Nueva Colombia cuenta con un casco urbano más compañías bien diferenciadas que son: Compañía Quirayty, Compañía Ciraty, Compañía Isla Alta, Compañía Ingles Cué, Compañía Boquerón.
Limita al norte con Arroyos y Esteros, separado por el arroyo Piribebuy; al sur con San Bernardino; al este con Loma Grande; y al oeste con Emboscada. El distrito está regado por las aguas del Río Piribebuy, también esta zona se encuentra regada por pequeños arroyos como ejemplo el arroyo Santa Rosa y Arasa, cuenta con innumerables nacientes de agua, gracias a ello se torna atractiva en épocas de verano.

## Clima
Toda la región de la Cordillera está climáticamente clasificada como subtropical, subhúmeda, ya que su precipitación anual promedio es de 1540 mm, con una temperatura media de 22 °C, una mínima de 3 °C, y una máxima de 40 °C. Los meses de junio y agosto son los meses de menor lluvia. En general, tiene un clima templado, producto de la conjunción de serranía y vegetación que permite la incursión de frescas corrientes de aire. El clima templado y las precipitaciones regulares hacen del clima de este departamento uno de los más benignos del país, que posibilita además la explotación de importantes centros turísticos.

## Economía
Nueva Colombia, es una zona de gran producción agrícola, donde se produce buena parte de las hortalizas que se proveen a los mercados de la capital. También se dedican a la agricultura, destacándose los cultivos de viñedos, el cultivo de maíz, algodón, mandioca, caña de azúcar, tabaco, poroto, yerba mate, café, y cítricos, entre otros.
La producción pecuaria ha sido y seguirá siendo también una gran atracción del lugar ya que cuenta con enormes campos para ello. Los mismos pobladores son productores tanto porcinos, equinos, caprinos, bovinos de carne, bovinos de leche, etc. En estos años, ha sido el ojo de inversionistas extranjeros que ya se asentaron en el lugar.
En 2015 una empresa de envoltorios se asentó en la compañía Ingles Cue, atraída por la paz y tranquilidad del lugar, que es de gran ayuda a los pobladores ya que cuentan con fuentes de trabajo desde hace décadas grandes conocidos del medio de la farándula, del deporte, etc, han construido allí sus respectivas casas de verano junto a los nacientes, grandes verdes, etc.